# سیارک ۱۱۸
سیارک ۱۱۸ (به انگلیسی: 118 Peitho) صد و هجدهمین سیارک کشف شده‌است که در ۱۵ مارس ۱۸۷۲ و در دوسلدورف کشف شد.
قدر مطلق سیارک برابر ۹٫۱۴ است.